# Kanton Mirande
Kanton Mirande (fr. Canton de Mirande) je francouzský kanton v departementu Gers v regionu Midi-Pyrénées. Skládá se z 23 obcí.

## Obce kantonu
- Bazugues
- Belloc-Saint-Clamens
- Berdoues
- Clermont-Pouyguillès
- Idrac-Respaillès
- Laas
- Labéjan
- Lagarde-Hachan
- Lamazère
- Loubersan
- Marseillan
- Miramont-d'Astarac
- Mirande
- Moncassin
- Ponsampère
- Saint-Élix-Theux
- Saint-Martin
- Saint-Maur
- Saint-Médard
- Saint-Michel
- Saint-Ost
- Sauviac
- Viozan